# Сережейрас

Сережейрас на карте штата.

Сережейрас (порт. Cerejeiras) — муниципалитет в Бразилии, входит в штат Рондония. Составная часть мезорегиона Восток штата Рондония. Входит в экономико-статистический микрорегион Колораду-ду-Уэсти. Население составляет 17 029 человек на 2010 год. Занимает площадь 2 783,30 км². Плотность населения — 6,12 чел./км².

## История
Город основан в 1983 году.

## Демография
Согласно сведениям, собранным в ходе переписи 2010 г. Национальным институтом географии и статистики (IBGE), население муниципалитета составляет:
| Полное население                               | Полное население                               | Полное население                               | Полное население                               | 27 029 |
| ---------------------------------------------- | ---------------------------------------------- | ---------------------------------------------- | ---------------------------------------------- | ------ |
| в том числе:                                   | Городское население                            | 18 770                                         | Процент городского населения, %                | 84,67  |
|                                                | Сельское население                             | 6 610                                          | Процент сельского населения, %                 | 15,33  |
|                                                | Мужское население                              | 9 247                                          | Процент мужского населения, %                  | 49,79  |
|                                                | Женское население                              | 13 478                                         | Процент женского населения, %                  | 50,21  |
| Плотность населения, чел/км²                   | Плотность населения, чел/км²                   | Плотность населения, чел/км²                   | Плотность населения, чел/км²                   | 6,12   |
| Население муниципалитета в % к населению штата | Население муниципалитета в % к населению штата | Население муниципалитета в % к населению штата | Население муниципалитета в % к населению штата | 1,09   |

По данным оценки 2015 года население муниципалитета составляет 26 986 жителей.

## Важнейшие населенные пункты
| № | Населённый пункт | Населённый пункт (порт.) | Категория | Население чел. (2010) | На карте                        |
| - | ---------------- | ------------------------ | --------- | --------------------- | ------------------------------- |
| 1 | Сережейрас       | Cerejeiras               | город     | 18770                 | 13°11′32″ ю. ш. 60°49′09″ з. д. |